# Loyalty (Fat Joe)
Loyalty è il quinto album del rapper statunitense Fat Joe, pubblicato nel 2002 dalla Atlantic Records.

## Tracce
1. Take a Look at My Life (featuring DJ Kay Slay) – 4:00 – Buckwild
2. Bust at You (featuring Baby, Scarface & Tony Sunshine) – 4:37 – The Alchemist
3. Prove Something – 3:55 – Cool & Dre
4. TS Piece (featuring Remy Ma & Tony Sunshine) – 3:50 – Cool & Dre
5. It's Nothing (featuring Tony Sunshine) – 4:06 – Ty Fyffe
6. Turn Me On (featuring Ronda Blackwell) – 3:41 – Chink Santana, Irv Gotti
7. Born in the Ghetto (featuring Lamajic) – 3:50 – Cool & Dre
8. Crush Tonight (featuring Ginuwine) – 5:17 – Cool & Dre
9. Gangsta – 3:54 – Armageddon
10. All I Need (featuring Armageddon & Tony Sunshine) – 4:39 – Cool & Dre
11. Life Goes On – 4:53 – Cool & Dre
12. Loyalty (featuring Armageddon, Prospect & Remy Ma) – 4:57 – Cool & Dre
13. We Run This Shit – 3:58 – Ron Browz
14. Shit Is Real Pt. III – 4:21 – Teflon